# (7402) 1987 YH
(7402) 1987 YH (1987 YH, 1956 ET, 1970 EQ2, 1982 VN9) — астероїд головного поясу.
Тіссеранів параметр щодо Юпітера — 3,288.